# Giuditta che decapita Oloferne (Artemisia Gentileschi Firenze)
Giuditta che decapita Oloferne è un dipinto a olio su tela (146×108 cm) realizzato nel 1620 circa dalla pittrice italiana Artemisia Gentileschi. È conservato nella Galleria degli Uffizi di Firenze.

## L'opera
Il soggetto di Giuditta che decapita Oloferne era stato affrontato precedentemente da altri artisti e soprattutto da Caravaggio, con il suo dipinto del 1602 (Roma, Galleria nazionale d'arte antica di Palazzo Barberini). 
L'episodio al quale si riferisce l'opera è narrato nel Libro di Giuditta: l'eroina biblica, assieme ad una sua ancella, si reca nel campo nemico; qui circuisce e poi decapita Oloferne, il feroce generale nemico.
Il quadro – di soggetto perfettamente analogo a quello della tela, un po' più piccola e dai colori diversi, eseguita in precedenza e conservata nel museo nazionale di Capodimonte a Napoli con lo stesso titolo – è quello che più immediatamente si associa al nome della Gentileschi. 
La versione fiorentina fu realizzata per Cosimo II de' Medici, ma per il suo crudo realismo fu disprezzata e relegata in un angolo buio di Palazzo Pitti; Artemisia dovette quindi ricorrere alla mediazione di Galileo Galilei, con il quale era in amichevoli contatti, per ricevere il compenso pattuito.
L'analisi del quadro, in chiave psicologica, ha portato alcuni critici contemporanei a vedervi il desiderio femminile di rivalsa rispetto alla violenza sessuale subita da Agostino Tassi.
È difficile tuttavia effettuare una lettura più appropriata e suggestiva di quella che ne aveva dato Roberto Longhi già nel 1916.
Le considerazioni svolte, su questo quadro, da  Roland Barthes aggiungono elementi che ne chiariscono ulteriormente la originalità iconografica, anche a paragone della Giuditta di Caravaggio.

## Descrizione
Il quadro risulta essere stato dipinto con maggior cura e pazienza rispetto alla prima versione dipinta dall'artista qualche anno prima: sia i tessuti della scena che gli atteggiamenti dei personaggi sono variati e descritti con maggior accuratezza, rendendo l'opera più sontuosa e coesa. Le tre figure disposte chiaramente a triangolo compiono movimenti studiati e precisi e la torsione del busto di Giuditta aggiunge alla scena dinamismo. La rotazione del braccio destro della protagonista è messo a luce e risalta lo sforzo che la donna sta compiendo per terminare la decapitazione. Lo sfondo scuro, profondo e misterioso rende ancora più centrale e coinvolgente il macabro avvenimento.
La pittrice ha aggiunto molti dettagli alla scena, come il bracciale in oro con camei antichi di Giuditta, che, assieme alla precisa acconciatura e alla veste in damasco giallo, scostano la protagonista dalla sua ancella. Le pieghe del velluto rosso della coperta del generale assiro, i lenzuoli di lino e i drappi sono stati resi grazie a più passaggi e velature. Un altro elemento di novità rispetto al primo dipinto è l'ingente presenza del sangue: dal collo di Oloferne ne sprizza una fontanella resa con macabro realismo, e l'intero quadro è pervaso da goccioline rosse ottenute schizzando la tintura rossa direttamente dal pennello. Tra i dettagli più minuziosi si possono notare il merletto della camicia di Giuditta e le frange del lenzuolo in basso a sinistra del quadro.